# Ota Weinberger
Ota Weinberger (20. dubna 1919 Brno – 30. ledna 2009 Štýrský Hradec) byl český právní filosof a logik, po odchodu do zahraničí profesor univerzitě ve Štýrském Hradci.

## Život
Pocházel z neortodoxní brněnské židovské rodiny. Po absolvování reálného gymnázia se zapsal na právnickou fakultu Masarykovy univerzity, kterou však dokončil až po válce. V době protektorátu byl kvůli svému původu pronásledován nacisty, čtyři roky byl vězněn v koncentračních táborech, mj. v Osvětimi.
V roce 1946 zahájil svou krátkou právní praxi v soudnictví, po únorovém převratu odmítl vstoupit do komunistické strany a až do roku 1956 se musel živit jako zámečník. Zároveň ovšem studoval filosofii na Univerzitě Karlově, roku 1964 se zde habilitoval v oboru logika a právní teorie a logiku poté vyučoval na její právnické fakultě.
V období pražského jara kritizoval stalinismus, podporoval zavádění liberálních reforem a byl členem Klubu angažovaných nestraníků. Během okupace v srpnu 1968 se zrovna účastnil Světového kongresu filozofů ve Vídni a rozhodl se v Rakousku zůstat. Hostoval na univerzitách ve Vídni, Linci a Štýrském Hradci, kde nakonec roku 1972 získal řádnou profesuru. Roku 1989 byl emeritován. Masarykova univerzita mu roku 2004 udělila čestný doktorát v oboru právní vědy.

## Dílo
Ovlivnil jej logický pozitivismus, myšlenky Ludwiga Wittgensteina a především František Weyr, jeho práce vycházely přímo z brněnské školy normativní teorie. Kromě vlastních monografií se podílel na množství odborných sborníků a napsal také řadu časopiseckých studií.
Vybraná díla
- Die Sollsatzproblematik in der modernen Logik (Problematika normativních vět v moderní logice; Praha 1958)
- Rechtslogik (Vídeň/New York 1970; Berlín 1989)
- Studien zur Normenlogik und Rechtsinformatik (Berlín 1974)
- Logische Analyse in der Jurisprudenz (Berlín 1979).
- Logik, Semantik, Hermeneutik (spolu s Ch. Weinbergerovou; Mnichov 1979)
- Normentheorie als Grundlage der Jurisprudenz und Ethik (Berlín 1981)
- Grundlagen des Institutionalistischen Rechtspositivismus (spolu s D. N. MacCormickem; Berlín 1985, angl. 1986, it. 1990, fr. 1992)
- Recht, Institution und Rechtspolitik. Grundlagen der Rechtstheorie und Sozialphilosophie (Stuttgart 1987)
- Norm und Institution. Eine Einführung in die Theorie des Rechts (Norma a instituce. Úvod do teorie práva; Vídeň 1988, čes. 1995)
- Moral und Vernunft. Beiträge zu Ethik, Gerechtigkeitstheorie und Normenlogik (Vídeň 1992)
- Alternative Handlungstheorie. Gleichzeitig eine Auseinandersetzung mit Georg Henrik von Wrights praktischer Philosophie (Vídeň 1996)
- Aus intellektuellem Gewissen. Aufsätze von Ota Weinberger über Grundlagenprobleme der Rechtswissenschaft und Demokratietheorie (Berlín 2000)
- Wahrer Glaube, Agnostizismus und theologische Argumentation (Berlín 2004)